# Pseudopaludicola boliviana
Pseudopaludicola boliviana és una espècie de granota que viu a l'Argentina, Bolívia, el Brasil, Colòmbia, Guyana, el Paraguai, Surinam i Veneçuela.